# Ahmed Shah I. (Gujarat)

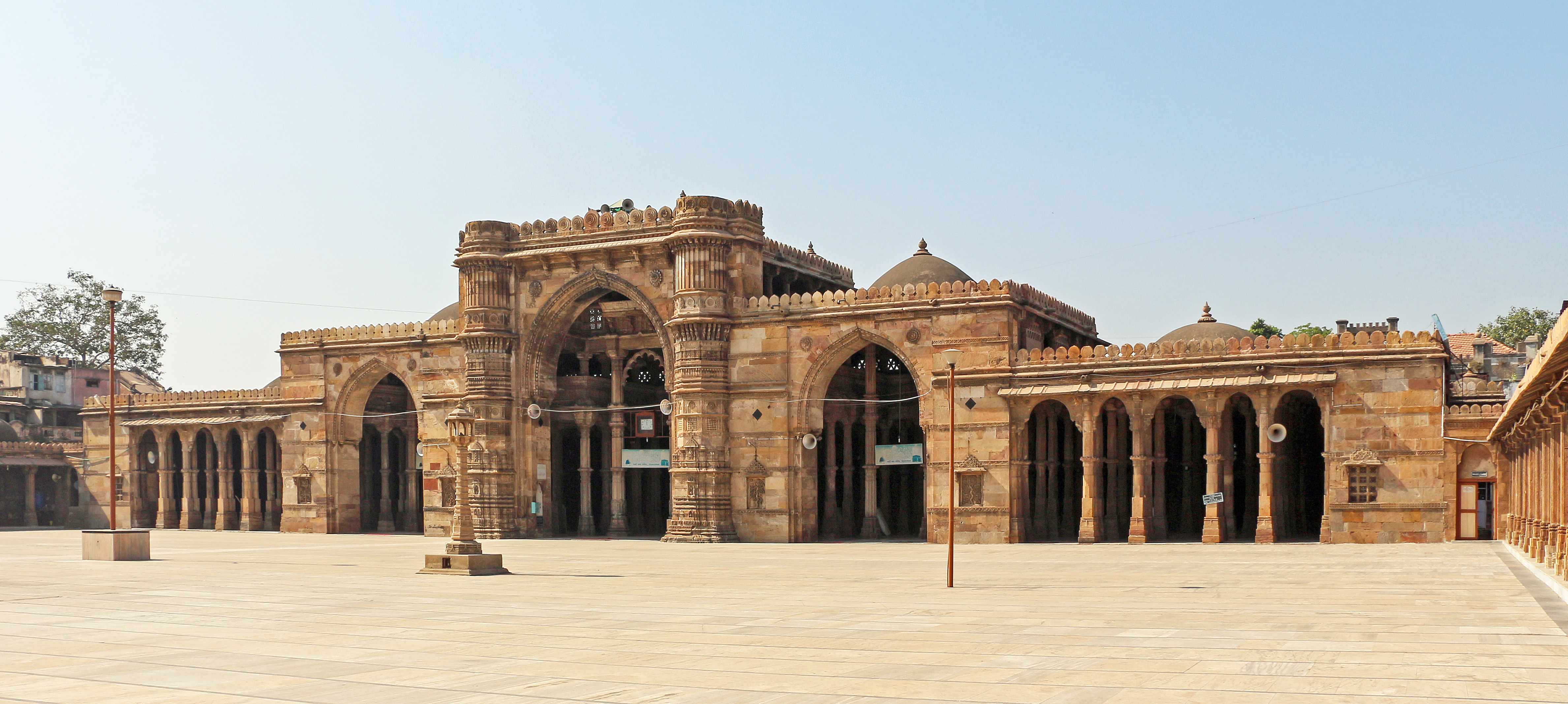
Freitagsmoschee von Ahmedabad (ca. 1411 bis 1424)

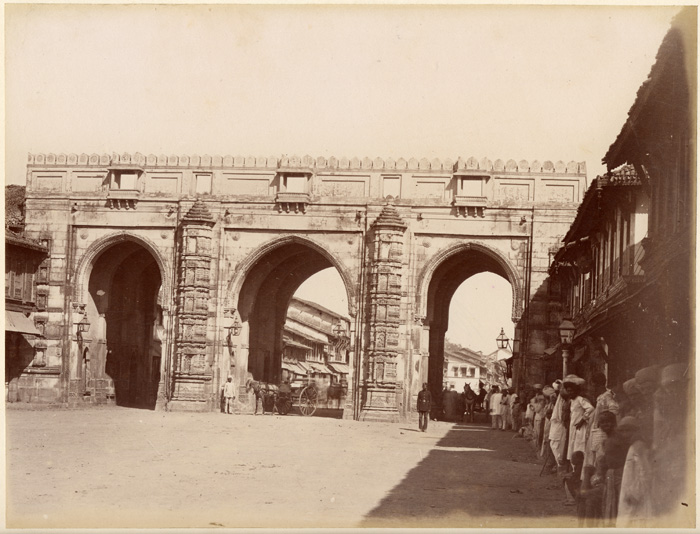
Teen Darwaza (um 1415)

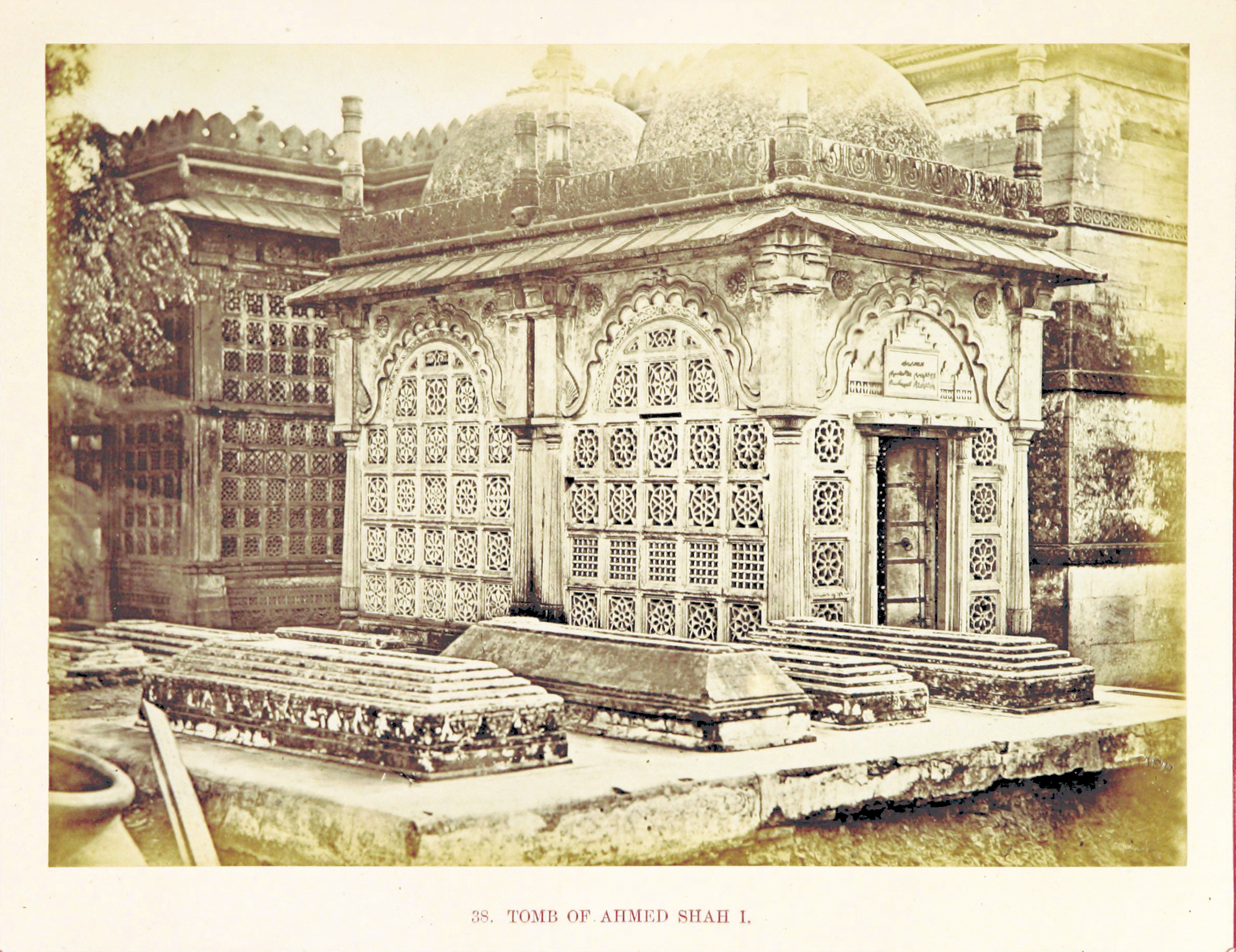
Grabmal Ahmed Shahs (ca. 1443)

Nasir-ud-Din Ahmed Shah I. (* um 1392; † 1443) war von 1411 bis zu seinem Tod der 2. Sultan von Gujarat; er gehörte zur Regional-Dynastie der Muzaffariden, die nichts mit der gleichnamigen persischen Dynastie zu tun hat.

## Leben
Über das Leben Ahmed Shahs ist nicht viel bekannt; im Alter von 19 Jahren wurde er Sultan von Gujarat und residierte in Ahmedabad. Zu Beginn seiner Herrschaft hatte er sich mit ständigen Rebellionen seiner Cousins Moid-ud-dín Fírúz Khán und Masti Khán auseinanderzusetzen. Aber auch andere Lokal- und Regionalfürsten forderten den Sultan von Malwa, Hoshang Shah, auf, in Gujarat zu intervenieren; sie wurden alle bereits im Vorfeld besiegt oder flohen. Auch die Regionalfürsten von Sorath/Junagadh, die einige der Rebellen aufgenommen hatten, wurden im Jahr 1414 unterworfen und tributpflichtig gemacht. In den Jahren von 1418 bis 1423 engagierte sich Ahmad Shah politisch und militärisch in Khandesh und Malwa; danach folgten zwei Jahre ohne Kriegszüge. In den Jahren 1425 bis 1428 wandte er sich dem Rajputen-Fürstentum Idar zu, das schließlich ebenfalls tributpflichtig gemacht wurde. Von 1429 bis 1431 sandte er Teile seiner Armeen unter der Führung seines Sohnes Jafar Khan in den Osten (Champaner) und Südosten (Mahim, Thane) des heutigen Gujarat. Im Jahr 1432 machte er die Rajputenstädte Kota und Bundi tributpflichtig. Aus den letzten Jahren seiner Herrschaft fehlen die Nachrichten.

## Bauten
Ahmed Shah gründete die nach ihm benannten Städte Ahmedabad (1411) und Ahmednagar (heute Himatnagar, 1426); darüber hinaus war er der Auftraggeber der Ahmed-Shah-Moschee (1414), des dreibogigen Stadttors Teen Darwaza (um 1415) und der Freitagsmoschee (Jama Masjid) von Ahmedabad (Fertigstellung 1424). Sein in architektonischer Hinsicht bemerkenswertes Grabmal befindet sich nur wenige Meter östlich der Freitagsmoschee.

## Nachfolge
Sein Sohn Muizz-ud-Din wurde als Muhammad Shah II. sein Nachfolger.